# Веллингтон (аэропорт)

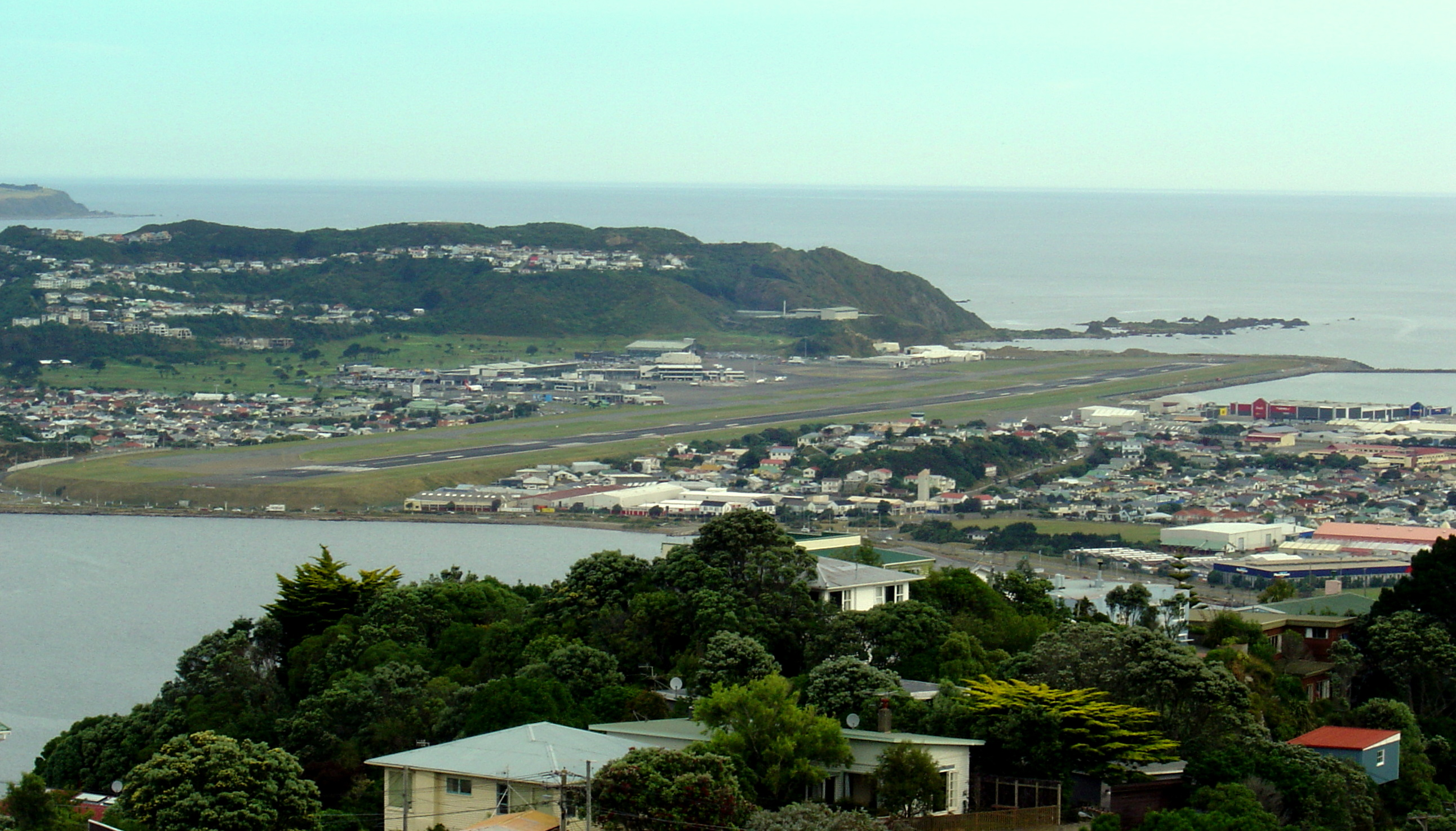
Вид на Международный аэропорт Веллингтон с горы Виктория

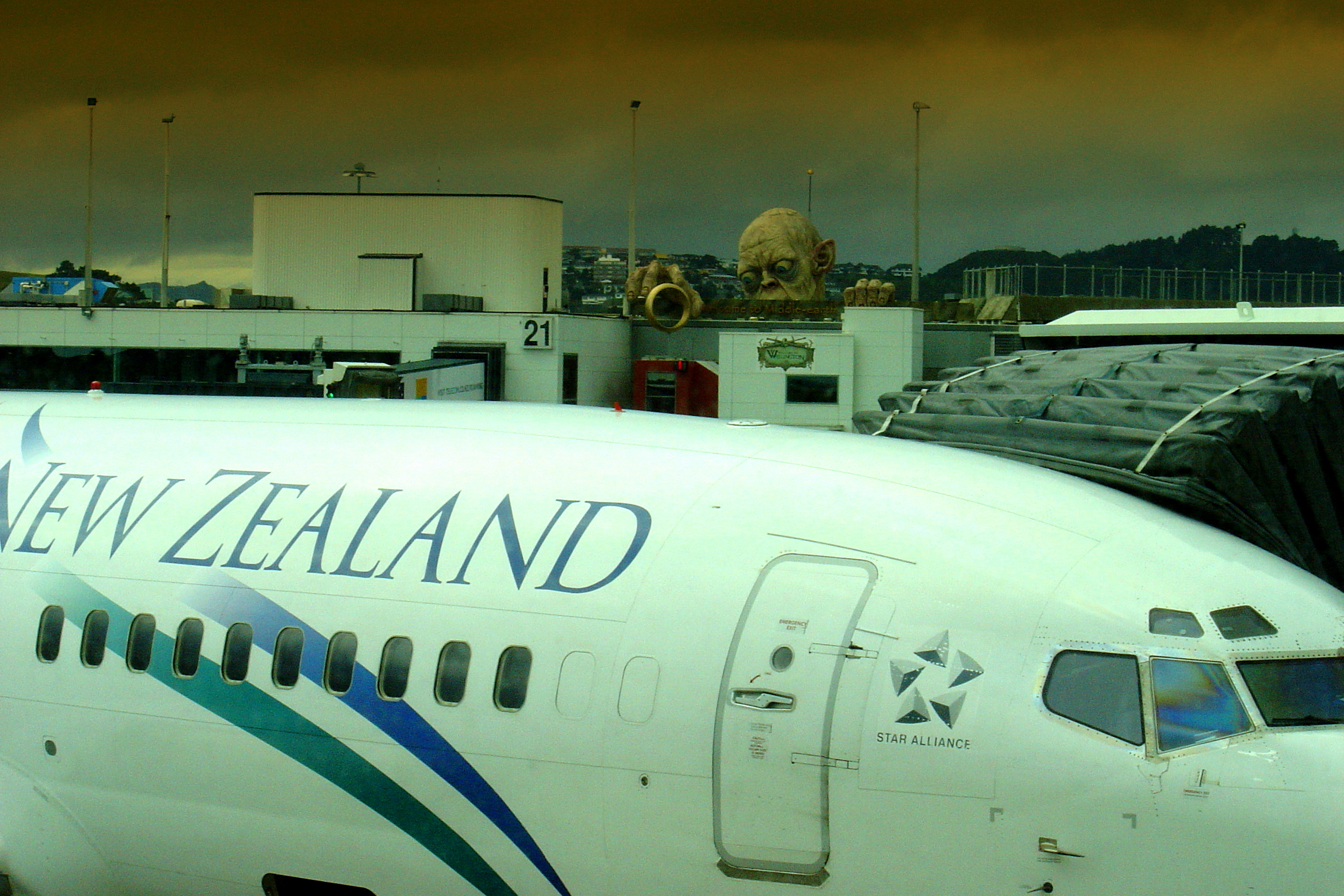
Фигура Смеагола над гейтами пассажирского терминала Международного аэропорта Веллингтон во время рекламной кампании фильма Властелин колец, июнь 2004 года

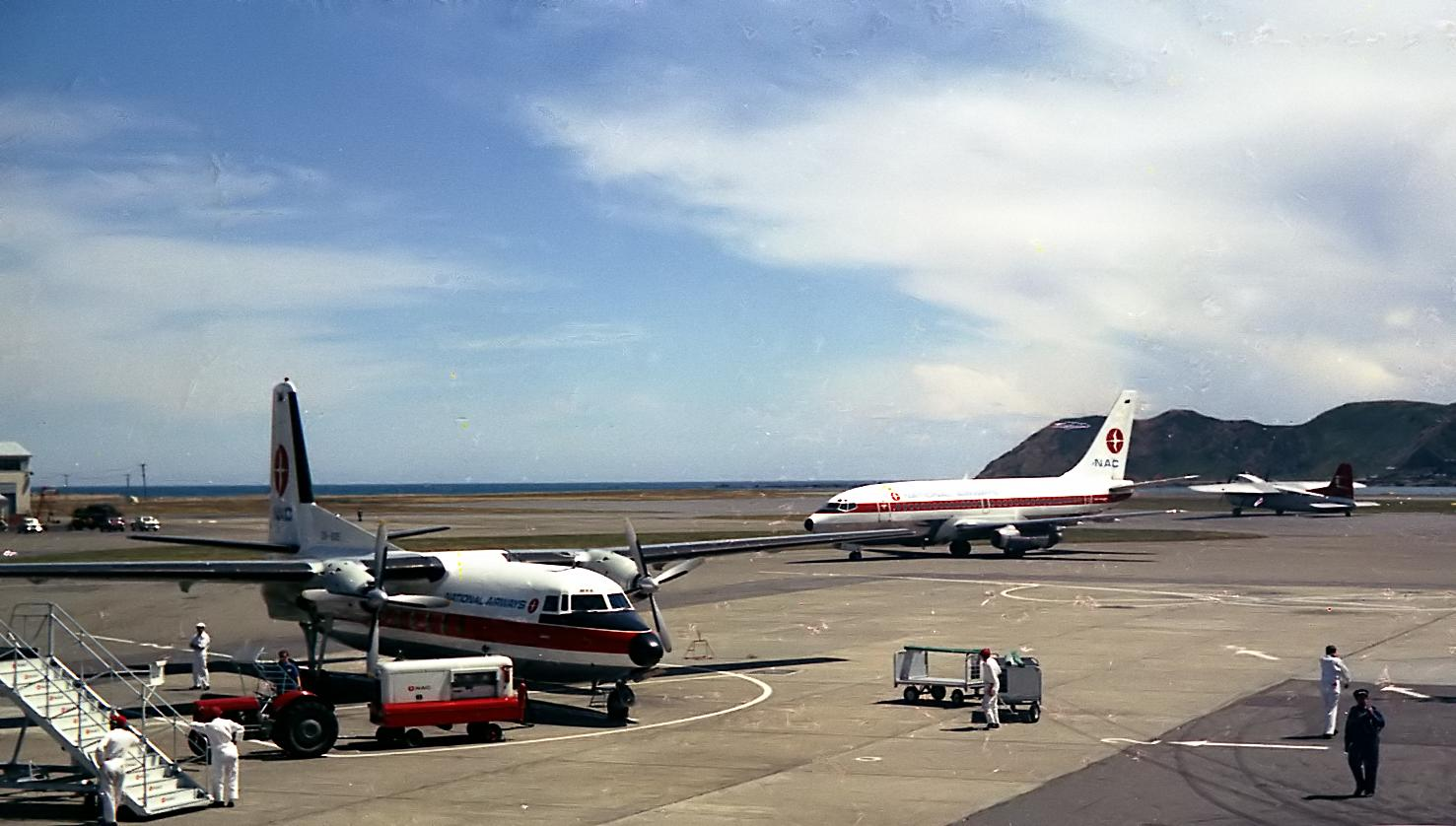
Fokker F27 и Boeing 737 авиакомпании National Airways Corporation в Аэропорту Веллингтон, 1969 год

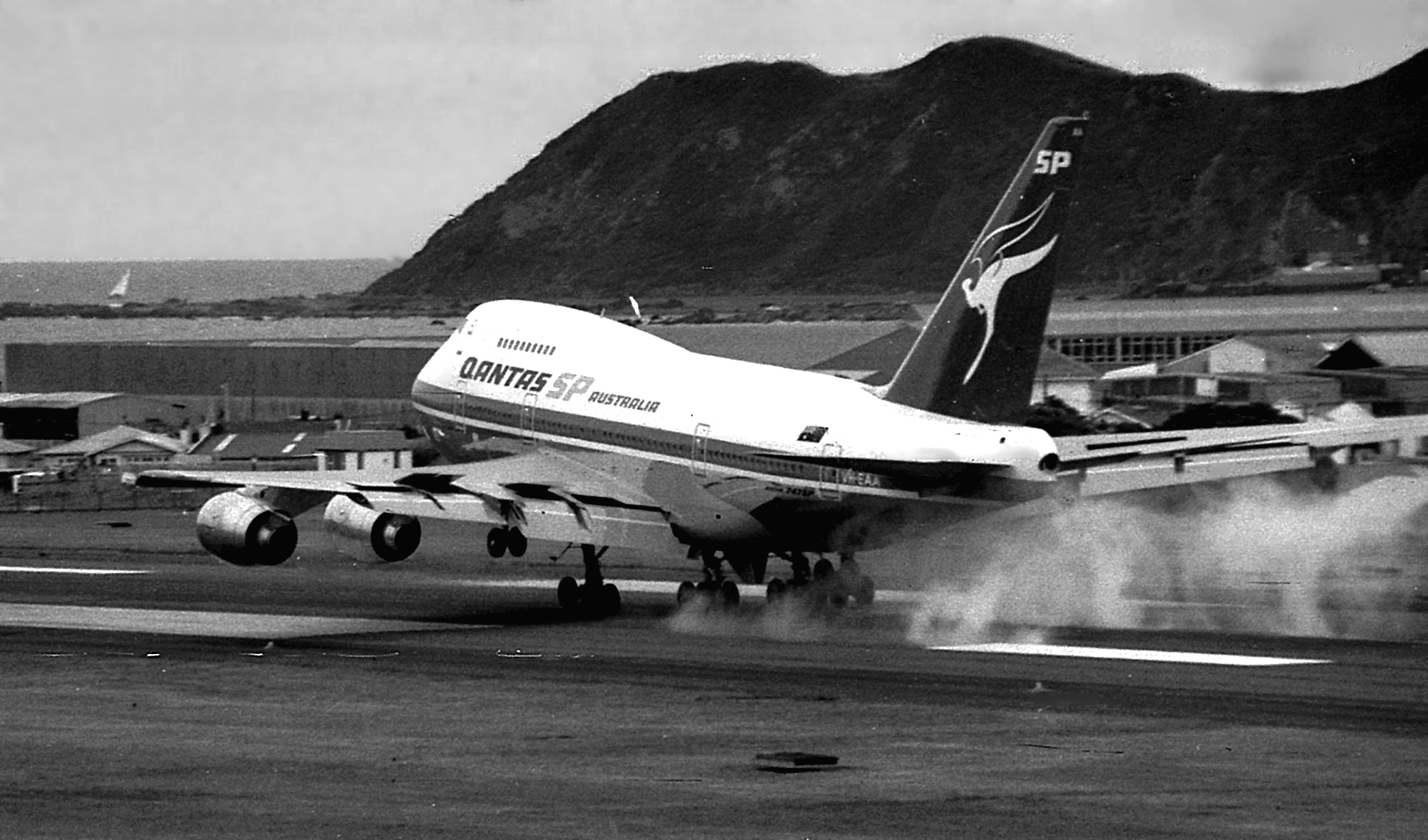
Первый Boeing 747SP, приземлившийся в Международном аэропорту Веллингтон. Авиакомпания Qantas, 1981 год

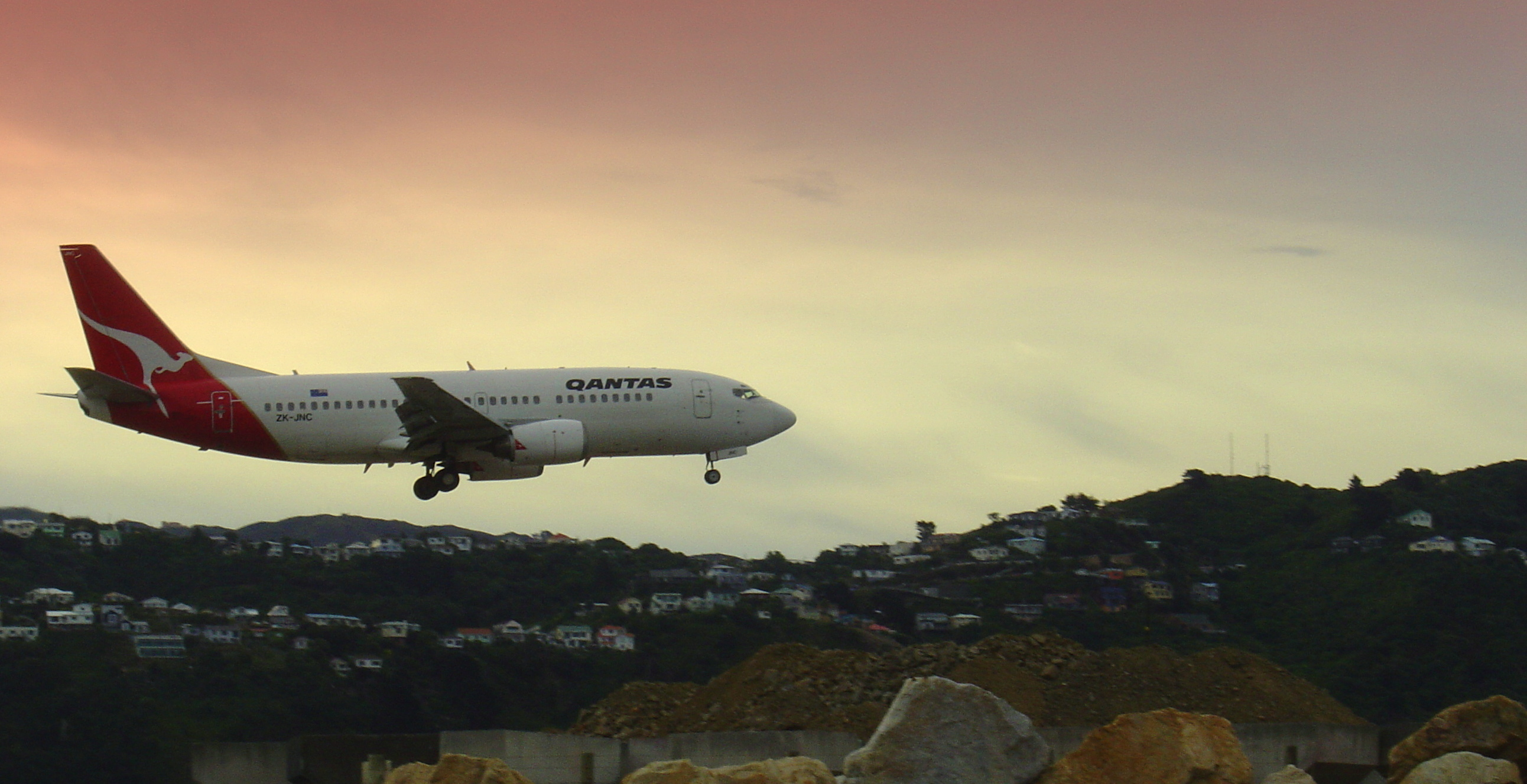
Boeing 737 авиакомпании JetConnect в заходе на посадку

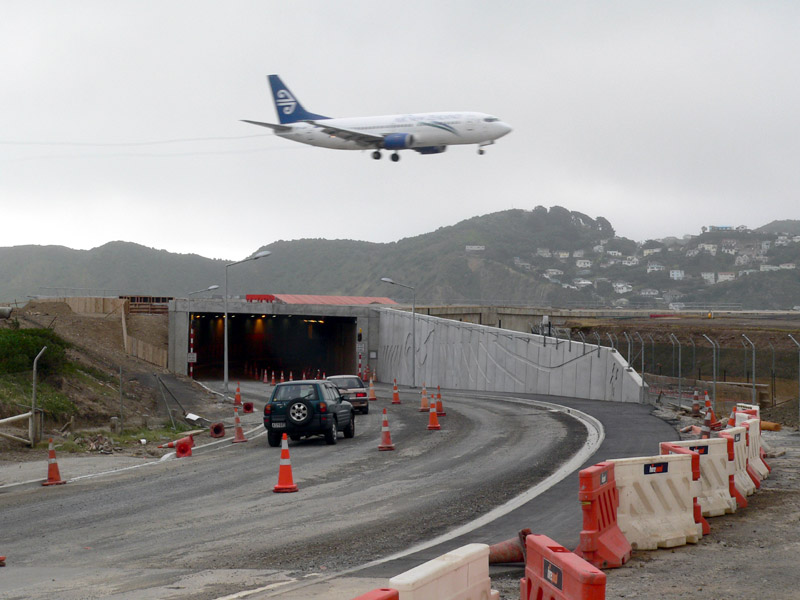
Boeing 737 авиакомпании Air New Zealand в финальном заходе в Международном аэропорту Веллингтон. На фотографии видны строительные работы зоны безопасности южного торца взлётно-посадочной полосы. 2006 год

Международный аэропорт Веллингтон, прежде известный как Аэропорт Ронготаи (ИАТА: WLG, ИКАО: NZWN) — гражданский аэропорт, расположенный в 7 километрах к юго-востоку от центрального района столицы Новой Зеландии города Веллингтон. Аэропорт находится на перешейке Ронготаи.
Международный аэропорт Веллингтон является крупнейшим транзитным узлом внутренних коммерческих авиаперевозок и связан регулярными пассажирскими рейсами со всеми большими аэропортами Австралии. В 2005 году услугами порта воспользовались 4,6 млн человек, в 2008 году показатель пассажирооборота превысил 5 млн человек в год, абсолютный рост при этом составил 22 процента.
Аэропорт является главным хабом крупнейших авиакомпаний страны и местом базирования небольших перевозчиков, работающих на рынке авиации общего назначения и бизнес-перевозок, включая компанию Аэроклуб Веллингтона, которая занимает в аэропорту достаточно большую территорию в западной части от основной взлётно-посадочной полосы аэропорта.
Международный аэропорт Веллингтон размещается на территории площадью 110 гектар (270 акров) и эксплуатирует одну взлётно-посадочную полосу 16/34 длиной 1814 метров с битумным покрытием. По занимаемой площади порт является весьма компактным сооружением, учитывая суммарный объём пассажирских и грузовых перевозок, ежегодно обрабатываемых его инфраструктурой.

## История
Впервые Аэродром Ронготаи начали использовать в ноябре 1929 года в качестве площадки на расчищенной траве для взлётов и посадок небольших самолётов The airport opened in 1935,. В 1935 году аэродром был переименован в Аэропорт Ронготаи и начал обслуживать коммерческие пассажирские и грузовые авиарейсы. 27 сентября 1947 года порт был закрыт по соображениям безопасности полётов, поскольку организованная на травяном покрытии взлётно-посадочная полоса часто была непригодна для взлётов и посадок самолётов в зимнее время года. С закрытием Аэропорта Ронготаи все рейсы были перенесены в находящийся в 75 километрах к северу от Веллингтона Аэропорт Парапарауму, который спустя два года стал самым загруженным коммерческим аэропортом страны.
В 1956 году было выдвинуто предложение расширить территорию Аэропорта Ронготаи к востоку за счёт жилого сектора Мирамар-Гулф. К 1958 году работы по реконструкции аэропортовой территории были завершены и 25 октября следующего года власти повторно открыли аэропорт для приёма коммерческих рейсов после настойчивого лоббирования данного вопроса со стороны местной торговой палаты, представители которой делали главный упор на близость расположения аэропорта к городской черте по сравнению с Аэропортом Парапарауму, имевшего к тому же большие проблемы с приёмом крупных гражданских лайнеров из-за собственного неблагоприятного расположения. Взлётно-посадочная полоса Аэропорт Ронготаи была реконструирована и увеличена в длину до 1630 метров, а затем в начале 1970-х годов и до текущей длины в 1814 метров для приёма самолётов класса Douglas DC-8.
Первоначальное здание терминала внутренних пассажирских перевозок Аэропорта Ронготаи размещалось внутри временного ангара, обитого гофрированным железом, до этого времени использовавшегося в качестве рабочей мастерской для сборки и технического обслуживания самолётов de Havilland. Комфортных условий для пассажиров при этом не было никаких: в ангаре постоянно наблюдались людская толчея и сквозняки. В дальнейшем была построена бетонная коробка здания внутренних пассажирских перевозок, а в 1981 году было объявлено о планах по строительству нового современного здания терминала, бюджет которого должен был составить 10 миллионов новозеландских долларов. Спустя два года данные планы были заморожены, поскольку ожидаемая сумма сметы расходов увеличилась более чем вдвое. Тем не менее, в 1986 году национальная авиакомпания Новой Зеландии Air New Zealand и магистральный перевозчик Ansett New Zealand провели полную реконструкцию и модернизацию всей инфраструктуры аэропорта за собственный счёт, соединив при этом разрозненные постройки в единый современный терминальный комплекс. В новом пассажирском терминале аэропорта наконец то появилась отдельная зона обслуживания международных авиарейсов с выделенными зонами пограничного и таможенного досмотра пассажиров.
В 1991 году руководство аэропорта заявило о планах по модернизации рулёжных дорожек до классов D и E по спецификации Управления гражданской авиации Новой Зеландии, а также увеличению их размеров. Вопрос по данным работам ранее был отложен на неопределённое время из-за конфликтов с жителями близлежащих районов города, поскольку предусматривал снос большого числа жилых и коммерческих зданий вблизи сектора Мирамар-Гулф. В 1994 году управляющая компания «Международный аэропорт Веллингтон» приобрела в свою собственность часть территории Мирамар-Гулф и начала строительство большой автомобильной стоянки.
В 1992 году правительство страны рассматривало несколько вариантов размещения столичного аэропорта, в частности предлагались независимые планы строительства порта на территориях Те-Хоро, Парапарауму, Мана-Айленд, Охариу-Вэли, Хорокиви, Ваирарапа или Пенкарроу, однако в конечном итоге было принято решение о реконструкции существующего комплекса на перешейке Ронготаи. Весь комплекс работ по оборудованию здания нового пассажирского терминала был завершён в 1999 году. В числе прочего по требованиям ИКАО была возведена 90-метровая зона безопасности на южном торце взлётно-посадочной полосы, а также переоборудована зона обслуживания международных рейсов. Возведённый в 1977 году в составе неудачного строительного проекта прежний зал международных полётов был выведен из эксплуатации. В конце 2000 года зоной безопасности оборудован и северный торец взлётно-посадочной полосы аэропорта.
В 1998 году две трети активов Международного аэропорт Веллингтон перешли в собственность новозеландской инвестиционной корпорации Infratil, оставшейся одной третью собственности порта владеет городской Совет Веллингтона.
В конце 2003 года в рамках рекламной акции мировой премьеры фильма Властелин колец: Возвращение короля в аэропорту была установлена большая фигура Смеагола с кольцом всевластия в правой лапе.
В апреле 2006 года национальные авиакомпании Новой Зеландии и Австралии Air New Zealand и Qantas объявили о планируемом заключении код-шерингового договора на рейсы обоих перевозчиков. Данная мера вводилась для существенного снижения количества пустых пассажирских мест на рейсах авиакомпаний по транс-тасмановым маршрутам и, как следствие, в целях уменьшения финансовых потерь перевозчиков на данных направлениях. Руководство Международного аэропорта Веллингтон выступило с резкой нотой протеста, мотивируя это тем, что обе авиакомпании являются ведущими операторами аэропорта и их объединение задушит конкурирующие более мелкие авиакомпании в порту, что в конечном итоге приведёт к резкому падению спроса на авиационные перевозки со стороны рядовых пассажиров. В ноябре 2006 года проект партнёрского договора авиакомпаний был заблокирован Австралийской Комиссией по конкуренции и делам потребителей (ACCC).

## Текущие проблемы и перспективы развития
Относительно небольшие размеры взлётно-посадочной полосы Международного аэропорта Веллингтон накладывают ряд ограничений на классы принимаемых аэропортом самолётов и их максимальную загрузку. При своей длине в 1814 метров ВПП аэропорта является более короткой по сравнению с полосами ряда других аэропортов страны, обслуживающих внутренние направления, включая Аэропорт Палмерстон-Норт и Аэропорт Инверкаргилл. В данное время укороченная ВПП Международного аэропорта Веллингтон не позволяет совершать взлёты самолётам Airbus A320 и Boeing 737 с максимальной коммерческой загрузкой, минимальная потребная длина полосы для которых в полной загрузке составляет 2300 и 2100 метров соответственно.
В 1990-х годах по заказу управляющей компании были проведены проектировочные работы по увеличению длины взлётно-посадочной полосы для приёма дальнемагистральных лайнеров класса Boeing 747. Выводы инженеров оказались неутешительными: для реализации проекта расширения ВПП необходимо провести комплексные работы по осушению земель залива Лиолл-Бей и возведению системы земляных насыпей (волнорезов) в проливе Кука. Выполнение всего комплекса данных работ обойдётся бюджету аэропорта в колоссальную сумму. Ситуация осложняется ещё и тем, что ни одна авиакомпания из работающих в аэропорту, до сих пор не проявила интереса к открытию дальнемагистральных международных рейсов, а международные операторы дальнемагистральных маршрутов не высказывают заинтересованности в открытии дальних беспосадочных рейсов в Веллингтон.
В первой половине 1980-х годов несмотря на короткую взлётно-посадочную полосу авиакомпания Qantas использовала дальнемагистральный Boeing 747SP на рейсах из Австралии, а национальный перевозчик Air New Zealand — лайнер Douglas DC-8 на маршрутах из Веллингтона в аэропорты стран Океании. Однако, после вывода данных лайнеров из эксплуатации в обеих авиакомпаниях, выполнение дальних маршрутов на международных направлениях из Веллингтона было прекращено. Самолёты Douglas DC-10 авиакомпании Air New Zealand требовали более длинной взлётно-посадочной полосы, а двухдвигательные пассажирские лайнеры (твинджеты) в то время не были сертифицированы по требованиям ETOPS для полётов через Тасманово море (транстасмановые рейсы).
Здание международного терминала было построено в 1986 году на средства авиакомпании Air New Zealand и ныне нефункционирующей авиакомпании Ansett New Zealand, а в 2005 году подверглось комплексной структурной модернизации. 19 февраля 2008 года Международный аэропорт Веллингтон объявил о разработке нового дизайна для международного терминала. Художественный проект, получивший название «The Rock», был выполнен дизайнерскими фирмами «Studio Pacific Architecture» и «Warren & Mahoney» с намеренным отступлением от традиционных правил и в своё время вызвал немало споров среди специалистов и общественности. Проект будет реализован в течение 2010 года.
Проводимые в настоящее время работы модернизации аэропортового комплекса позволят удвоить его пропускную способность с 500 до 1000 пассажиров в час и проводятся в преддверии ввода в эксплуатацию новых лайнеров Boeing 787 и Airbus A350. Данные самолёты рассчитаны на дальние и сверхдальние перелёты и смогут совершать взлёты с относительно короткой взлётно-посадочной полосы Международного аэропорта Веллингтон, что открывает перспективы открытия дальнемагистральных прямых рейсов из столицы Новой Зеландии в аэропорты Азии и Америки. Региональный и местный бизнес по результатам опроса сотрудниками аэропорта выражают сильную заинтересованность в открытии подобных регулярных международных маршрутов, что позволит им не пользоваться услугами транзитных аэропортов Окленда и Крайстчерча при полётах на сверхдальние расстояния. Проведённый опрос также показал, что существующее в настоящее время ограничение на типы принимаемых самолётов является существенным препятствием к дальнейшему экономическому развитию Веллингтона.
Тем не менее руководство флагманской авиакомпании страны Air New Zealand неоднократно заявляло о том, что не заинтересовано в открытии дальнемагистральных регулярных рейсов из Международного аэропорта Веллингтон. Данные заявления ставят под сомнение наличие потенциального спроса на подобные рейсы, причём авиакомпания приводит недавний пример с открытием в начале 2006 года регулярного маршрута Крайстчерч-Лос-Анджелес, не пользующегося особым спросом среди пассажиров. Деловые круги, напротив, утверждают о необходимости дальнемагистральных рейсов и факт отсутствия надлежащего спроса в Крайстчерче объясняют разными профилями экономического сектора двух городов. Кроме того, бизнесмены определяют некоторую долю лукавства в выступлениях руководства Air New Zealand, поскольку авиакомпания продолжает открывать беспосадочные рейсы из аэропортов других городов страны, в частности, 6 ноября 2006 года был открыл регулярный рейс Окленд — Шанхай, а через несколько месяцев — рейс Окленд-Лондон (Хитроу) с промежуточной посадкой в Международном аэропорту Гонконга.
В апреле 2009 года топ-менеджмент аэропорта опубликовал новый генеральный план реконструкции Международного аэропорта Веллингтон, рассчитанный на ближайшие 20 лет. План, в частности, включает в себя работы по расширению здания пассажирского терминала, увеличения территории перрона и даже работы по увеличению длины взлётно-посадочной полосы аэропорта.

## Авиакомпании и пункты назначения

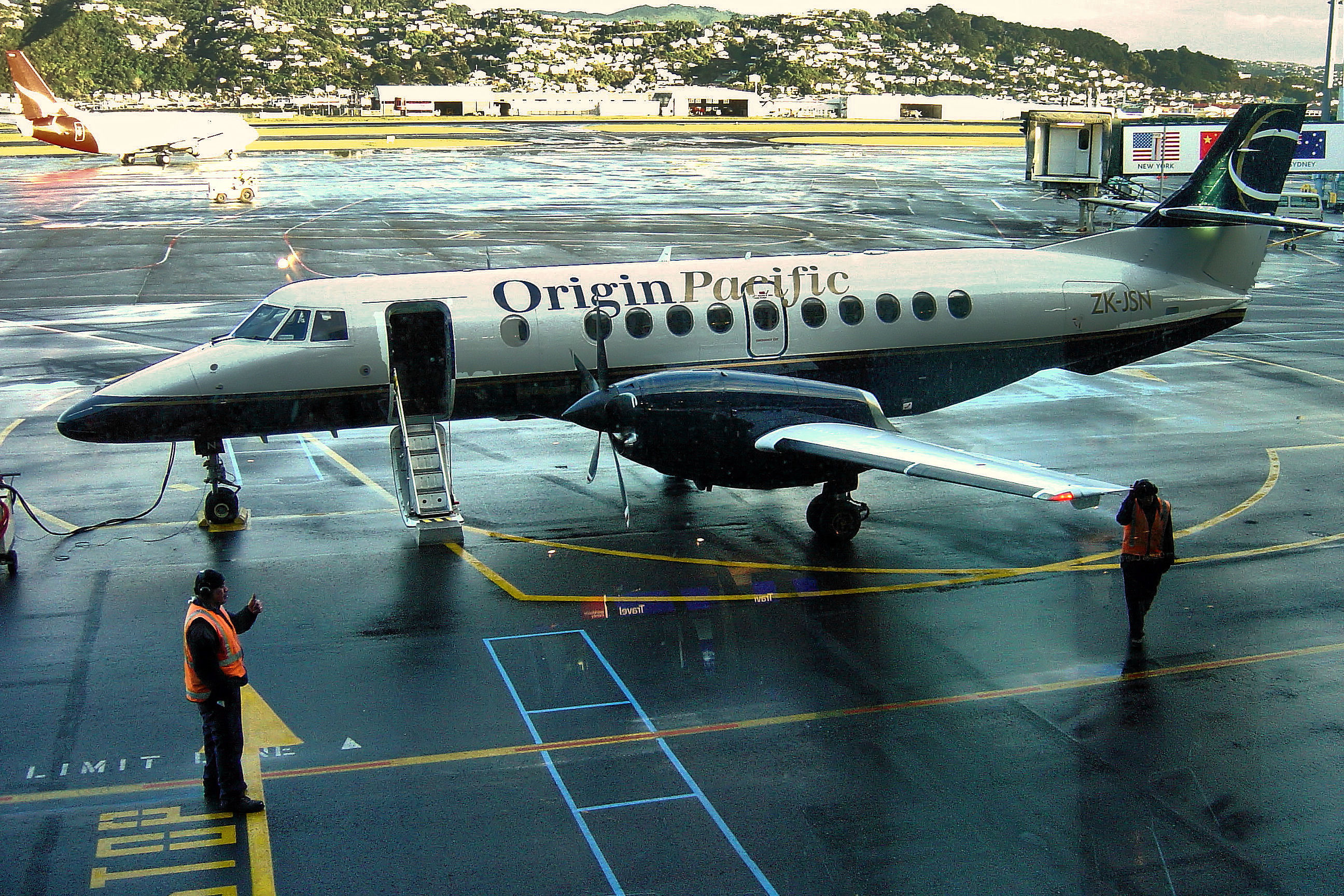
BAe Jetstream 41 авиакомпании Origin Pacific Airways в Международном аэропорту Веллингтон, июнь 2004 года

## Авиапроисшествия и несчастные случаи
- 9 октября 1991 года в аэропорту совершил внеплановую посадку Boeing 747 авиакомпании United Airlines, следовавший в Международный аэропорт Крайстчерч, который был закрыт из-за сильного тумана. Самолёт летел по расписанию в Международный аэропорт Окленд, при подходе к которому был перенаправлен из-за сплошного тумана в Крайстчерч, а затем по закрытию аэропорта Крайстчерч и в условиях недостатка топлива был вынужден совершить посадку в Международном аэропорту Веллингтон. Несмотря на короткую для лайнера данного типа взлётно-посадочную полосу процедура жёсткой посадки прошла без каких-либо инцидентов[37][38].
- 21 ноября 2007 года самолёт Cessna 172 при рулении на взлётно-посадочную полосу из-за сильного бокового ветра перевернулся вверх колёсами. Два человека на борту лайнера отделались лёгкими травмами. Аэропорт был закрыт для приёма самолётов в течение двух часов.
- 17 июня 2008 года Boeing 737-800 авиакомпании Pacific Blue сильнейшим порывом ветра был сдвинут от телетрапа и получил повреждения хвостовой части. Несмотря на проходившую в этот момент высадку пассажиров в телетрап и благодаря слаженным действиям сотрудников аэропорта, пострадавших среди пассажиров не оказалось[39].